# Kościół św. Antoniego w Luboszycach
Kościół św. Antoniego – rzymskokatolicki kościół parafialny w Luboszycach. Świątynia należy do parafii św. Antoniego w Luboszycach w dekanacie Siołkowice, diecezji opolskiej.

## Historia kościoła

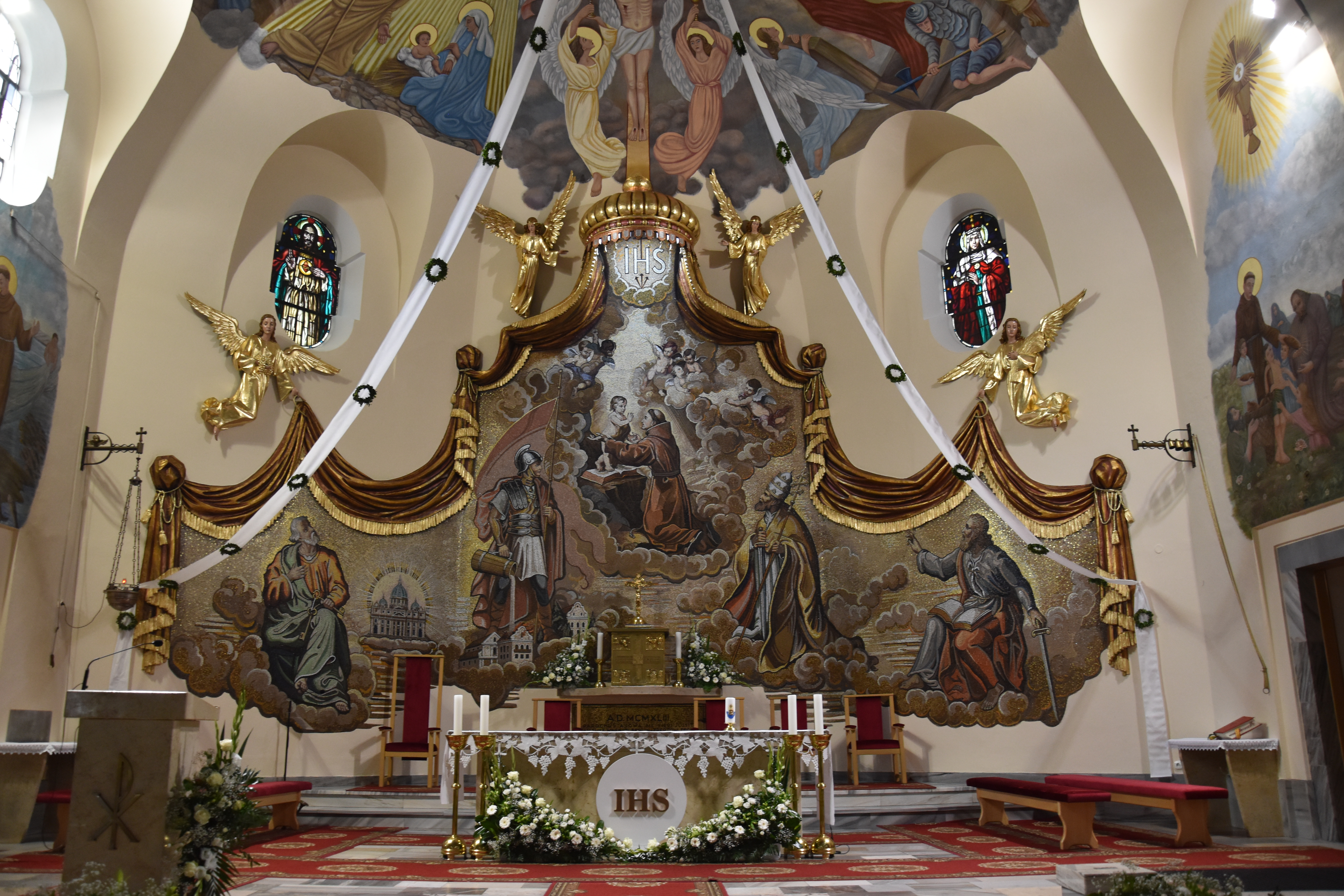
Ołtarz

Kościół został wybudowany w stylu romańskim w latach 1918–1920, według projektu Theodora Ehla, konsekrowany w 1922 roku.